# تپه زق جار ۲ (۷۸ -k)
تپه زق جار ۲ (۷۸ -k) مربوط به دوران پیش از تاریخ ایران باستان -متاخر دوران‌های تاریخی پس از اسلام است و در شهرستان کنگاور، روستای چشمه نوش واقع شده و این اثر در تاریخ ۲۴ فروردین ۱۳۸۲ با شمارهٔ ثبت ۸۱۱۴ به‌عنوان یکی از آثار ملی ایران به ثبت رسیده است.